# Liu Shaoqi
Pour les articles homonymes, voir Liu.
Liu Shaoqi (chinois simplifié : 刘少奇 ; chinois traditionnel : 劉少奇 ; pinyin : Liú Shàoqí ; EFEO : Lieou Chao-k'i ; API : [ljǒu ʂâutɕʰǐ]), né le 24 novembre 1898 à Ningxiang et mort le 12 novembre 1969 à Kaifeng, est un homme d'État chinois. Il était un des membres influents du Parti communiste chinois et de la république populaire de Chine dont il fut le président du 27 avril 1959 au 31 octobre 1968.
Liu Shaoqi s'oppose à Mao Zedong à l'issue de la catastrophe du Grand Bond en avant. Renversé et arrêté lors de la révolution culturelle, il meurt en prison en 1969. En mai 1980, sa mémoire est réhabilitée par Deng Xiaoping, autre victime de la révolution culturelle.

## Biographie
Fils d'un riche paysan, Liu Shaoqi naît en 1898 à Yinshan dans le Hunan.

### Jeunesse et études
À l'âge de 18 ans, il intègre l'école normale de Changsha (en) aux côtés de Mao Zedong, Ren Bishi (en) et Li Lisan. En 1920, son radicalisme le conduit vers la Ligue de la jeunesse communiste chinoise que l'envoyé du Komintern Grigori Voïtinski vient de constituer à Shanghai. En 1921, Liu Shaoqi part étudier à Moscou, à l'université communiste des travailleurs d'Orient, où il adhère, la même année, à la section moscovite du Parti communiste chinois. Il retourne en Chine en 1922 et organise plusieurs grèves de cheminots.

### Son ascension politique
Pendant les années 1925 et 1926, il agit comme militant syndical révolutionnaire à Yan'an et à Shanghai. Il dirige alors de nombreuses grèves et manifestations anti-impérialistes dans la province du Hubei et à Shanghai. En 1927, il devient membre du Comité central et milite clandestinement pour le parti en Mandchourie et à Shanghai de 1927 à 1932.
En 1932, il devient secrétaire général de la section provinciale de Fujian du PCC et se réfugie au Jiangxi. Deux années plus tard, il rejoint les zones blanches durant la Longue Marche. Il est l'un des plus fervents partisans de Mao Zedong à la conférence de Zunyi en janvier 1935. Entre 1934 et 1937, il milite toujours dans la clandestinité, depuis Tianjin.
En 1936, il devint secrétaire général pour la Chine du Nord, dirigeant les mouvements anti-japonais dans cette même région.
En 1939, il publie un ouvrage intitulé Comment être un bon communiste. Celui-ci devient un des documents essentiels du Parti communiste chinois. Liu Shaoqi y développe l'importance de la discipline.

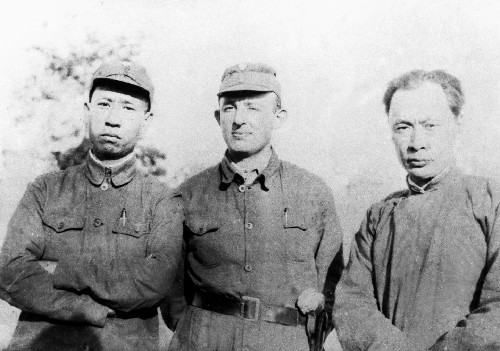
Liu Shaoqi, Jakob Rosenfeld et Chen Yi (de gauche à droite) en mai 1943.

Après un passage à Yan'an en 1942, devenu depuis la Longue Marche la base militaire et politique du PCC, il devient commissaire politique de la Nouvelle Quatrième armée. La même année, il soutient Mao pendant le mouvement de rectification des méthodes de travail du parti (zhengfeng) et invente le concept de « sinisation du marxisme », développé par Mao. En mars 1943, il est élu au Secrétariat du Comité central du Parti communiste chinois avec Mao Zedong (président) et Ren Bishou. En 1945, lors du VIIe congrès du Parti communiste, il devient le numéro 2 du parti, au sein du 7e Politburo du PCC et du 8e. De 1948 à 1953, Liu Shaoqi est directeur de l'école centrale du parti communiste chinois.
En 1954, il reçut U Nu alors Premier ministre de la Birmanie en visite à Pékin, au cours d'une réunion à laquelle assista le 14e dalaï-lama. U Nu demanda si le gouvernement chinois aidait les insurgés communistes de Birmanie qui posaient alors des problèmes à son gouvernement. Pour toute réponse, Liu Shaoqi se contenta de regarder ailleurs.

### Présidence de la République et opposition à Mao Zedong
Liu est élu président de la république populaire de Chine lors du second et troisième Congrès national populaire (avril 1959) en remplacement de Mao. Ce dernier, même s'il reste à la tête du parti, a prudemment démissionné de son poste alors que le Grand Bond en avant qu'il avait initié est considéré par plusieurs comme un désastre au point de vue économique, mais un grand succès au point de vue politique.
En mars 1961, Liu regrette publiquement que la conférence de Lu Shan n'ait pas rectifié les erreurs du Grand Bond en avant. En mai 1961, il effectue une tournée dans sa province d'origine le Hunan, il retourne dans son village natal où il a des contacts directs avec les villageois. Onze personnes sont mortes dans les deux derniers mois ; il va dans les familles, pose des questions et comprend le mécanisme de la « tragédie : les politiques trop volontaristes, les prédations des cadres de base, les gaspillages des cantines, l'épuisement des corps ». Son positionnement change alors et il se « départit de sa prudence habituelle ». Il affiche désormais sa conviction : la catastrophe est d'origine humaine et les origines naturelles sont secondaires.
Liu s'oppose alors violemment à Mao Zedong, et s'attache à régler les graves problèmes économiques causés par le Grand Bond en avant. Liu Shaoqi fait adopter un programme « plus réaliste et modéré » qui permet de redresser la situation économique. L'universitaire chinois Yang Jisheng précise que Liu Shaoqi, prenant conscience des conséquences de la Grande famine, dit à Mao : « Avec autant de morts de faim, l'Histoire retiendra nos deux noms et le cannibalisme sera aussi dans les livres ».
Liu Shaoqi, ainsi qu'une majorité des cadres du Parti, refusent de soutenir Mao, lors du Mouvement d'éducation socialiste en 1962-1965, destiné à relancer le mouvement révolutionnaire.
Ces oppositions au sein du Parti décident Mao Zedong à enclencher la révolution culturelle. Les deux dirigeants vont alors s'affronter, et ce de façon ouverte dès le début de la révolution culturelle.

### Révolution culturelle
Liu Shaoqi est mis à l'écart pendant la révolution culturelle menée par Mao et la « bande des Quatre » de 1966 à 1969. Aux yeux de beaucoup de détracteurs de la révolution culturelle, il en devient une des victimes les plus emblématiques. Arrêté en 1967, battu par les gardes rouges, il est destitué par le 12e plénum du Comité central en octobre 1968, il doit faire son auto-critique. Il meurt en prison en 1969. À la suite de sa disgrâce, la photographe Hou Bo est accusée d'être contre-révolutionnaire, Jiang Qing lui reprochant notamment ses photographies de Liu Shaoqi. Elle est alors déportée dans un laogai.
Liu Shaoqi est soumis à une première auto-critique le 23 octobre 1966 puis subit des séances de lutte au sein de Zhongnanhai, à proximité du pavillon de Mao Zedong. Sa femme est humiliée publiquement par les gardes rouges de l'université Tsinghua en avril 1967. Lui-même est dans l'obligation de multiplier ses autocritiques. Il doit subir les accusations de son personnel convoqué par la section du Parti. Ses filles sont aussi « contraintes de critiquer leur père ». Sa femme Wang Guangmei est emprisonnée le 13 septembre 1967. Kang Sheng met en avant l'affaire des « soixante et un renégats » qui avaient « trahi » en 1936 afin d'être relâchés des prisons nationalistes. Cette affaire permet de justifier son exclusion du Parti,.
Il est ultérieurement transféré dans une prison de Kaifeng, où il meurt le 12 novembre 1969 des suites de mauvais traitements.
Ce n’est qu’après la mort de Mao en 1976 que les terribles conditions de détention de Liu Shaoqi sont révélées. Mis à l’isolement dans une prison de Kaifeng, il y meurt de « négligence médicale » (diabète non soigné et de pneumonie). Il est emprisonné et laissé à l'abandon, nu et sans soins.

### Réhabilitation
En mai 1980, sa mémoire est réhabilitée par Deng Xiaoping, autre victime de la révolution culturelle. Pour la sinologue Marie-Claire Bergère, cette réhabilitation est non seulement la réparation d'une injustice, mais aussi la « condamnation implicite » de ceux qui ont permis l'« assassinat » de l'ancien chef d'État.
En Europe, les positions de Liu Shaoqi ont été défendues à partir de 1968 par le courant rassemblé autour de Jacques Grippa.

### Vie privée
Liu Shaoqi connaît six relations, tout au long de sa vie. D’abord avec une femme dont le nom reste incertain (Zhou Shi), et dont il n'aura pas d'enfant ; puis avec He Baozhen (1902-1933), avec laquelle il poursuit ses études en Russie en 1921 puis se marie en 1922 jusqu'à son exécution en 1933 à Nankin. De cette union naîtront un garçon et une fille. Sa troisième liaison se nomme Xie Fei, une fille de pêcheur, ils n'auront pas d'enfants. Puis de sa 4e épouse, Wang Qian, infirmière dans la 4e armée naîtront deux enfants, un garçon et une fille. Son mariage avec sa 5e femme Wang Jian, qui lui a été présenté par Zhu De, reste stérile. Enfin, il vit avec Wang Guangmei (1921-2006) et leurs deux enfants un garçon, Liu Yuan et une fille, Liu Pingping.
Son fils Liu Yuan est général de l'Armée populaire de libération.

## Source
- Alain Roux, La Chine au XXe siècle, Collection Campus Histoire, Édition Armand Colin/VUEF, 2003, p. 188.
- Liou Chao-Chi, Pour être un bon communiste, 10/18, UGE, 1970, 256 p.